# Föreningen för kvinnans politiska rösträtt i Ronneby
Föreningen för kvinnans politiska rösträtt i Ronneby, även kallad Ronnebyföreningen för kvinnans politiska rösträtt, var Ronnebys lokalförening inom Landsföreningen för kvinnans politiska rösträtt (LKPR). Föreningen bildades 1904 och var verksam lokalt i Ronneby för införandet av kvinnors rösträtt i Sverige.
Bland aktiviteterna fanns föredrag, samkväm, insamling av medel och förhandlingar om samarbete med andra organisationer. 

## Ordförande
- Augusta Tonning, 1904–1921